# Naticarius
Genre
Synonymes
- sous-genre Natica (Naticarius) Duméril, 1805[1]
- genre Naticus Montfort, 1810[1]
- genre Quantonatica Iredale, 1936[1]

Naticarius est un genre de mollusques gastéropodes de la famille des Naticidae.

## Liste des espèces
Selon World Register of Marine Species (17 décembre 2016) :
- Naticarius alapapilionis (Röding, 1798)
- Naticarius canrena (Linnaeus, 1758)
- Naticarius colliei (Récluz, 1844)
- Naticarius concinnus (Dunker, 1860)
- Naticarius excellens Azuma, 1961
- Naticarius hebraeus (Martyn, 1786)
- Naticarius lineozonus (Jousseaume, 1874)
- Naticarius manceli (Jousseaume, 1874)
- Naticarius onca (Röding, 1798)
- Naticarius orientalis (Gmelin, 1791)
- Naticarius pumilus Kubo, 1997
- Naticarius sertatus (Menke, 1843)
- Naticarius stercusmuscarum (Gmelin, 1791)
- Naticarius zonalis (Récluz, 1850)

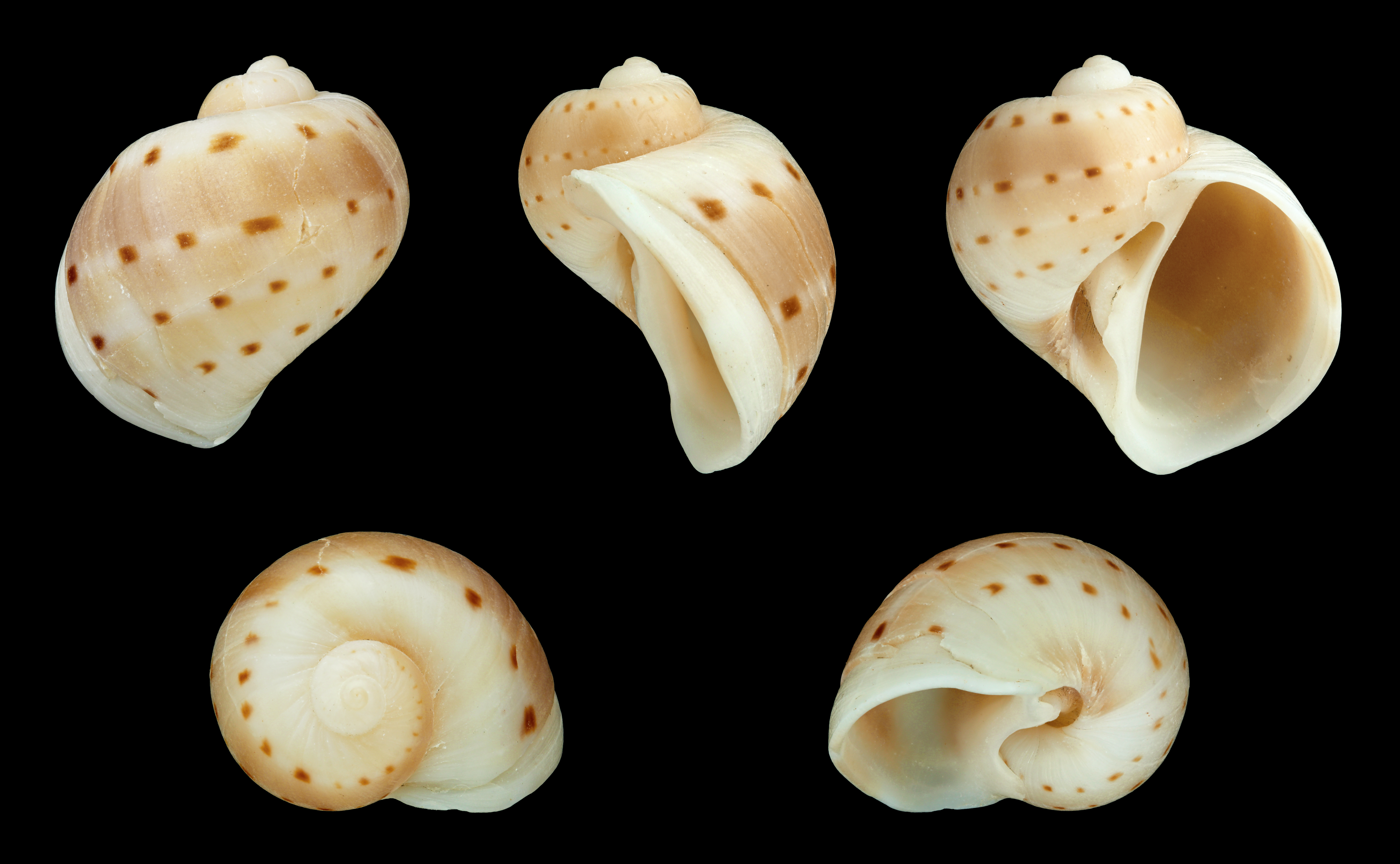
Naticarius alapapilionis.
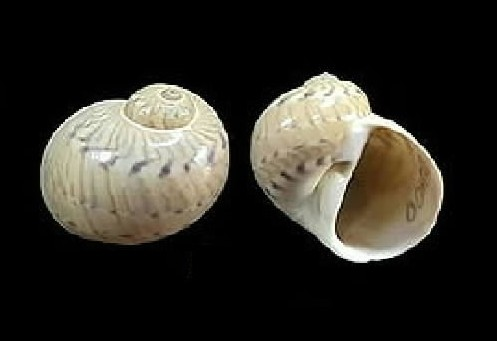
Naticarius canrena.
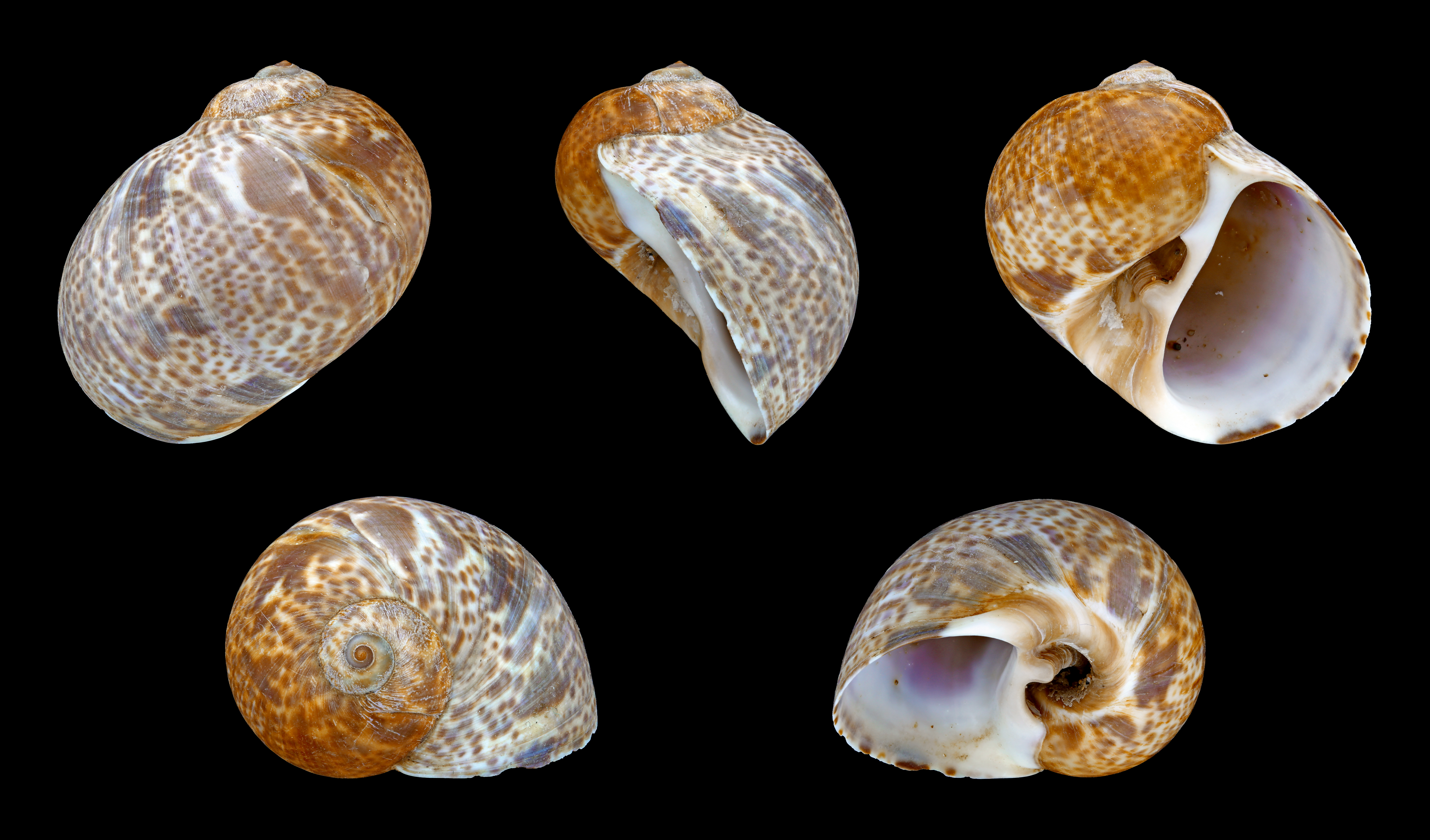
Naticarius hebraea.
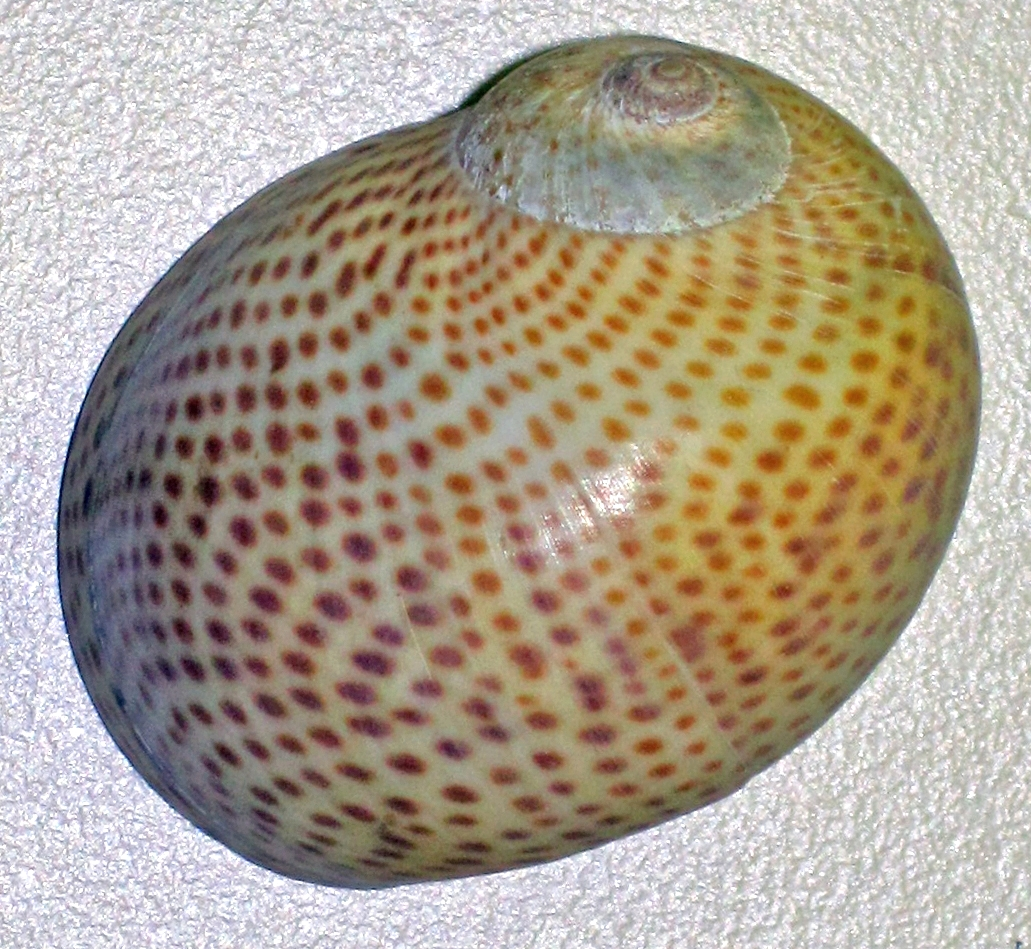
Naticarius stercusmuscarum.
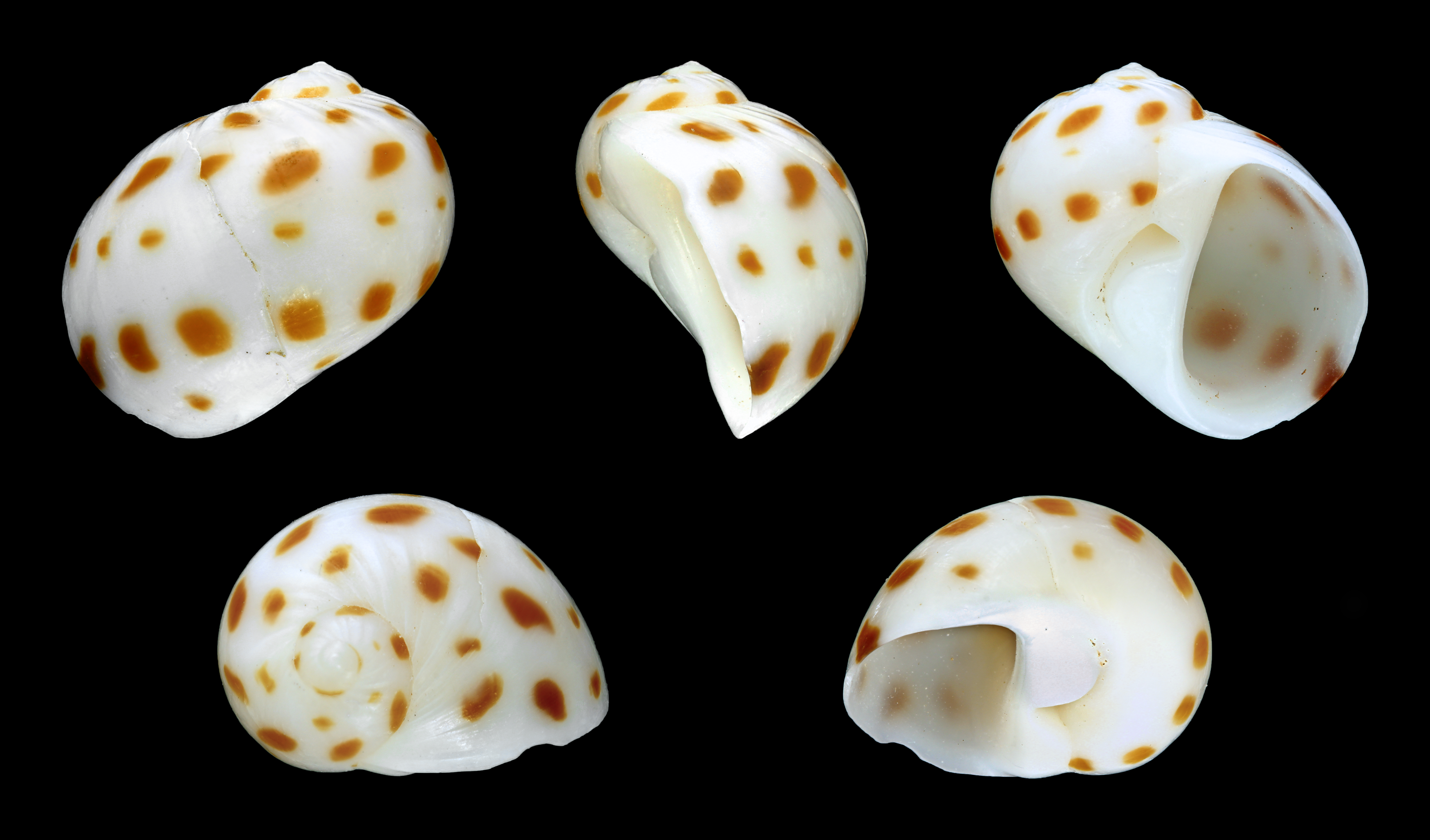
Naticarius onca.
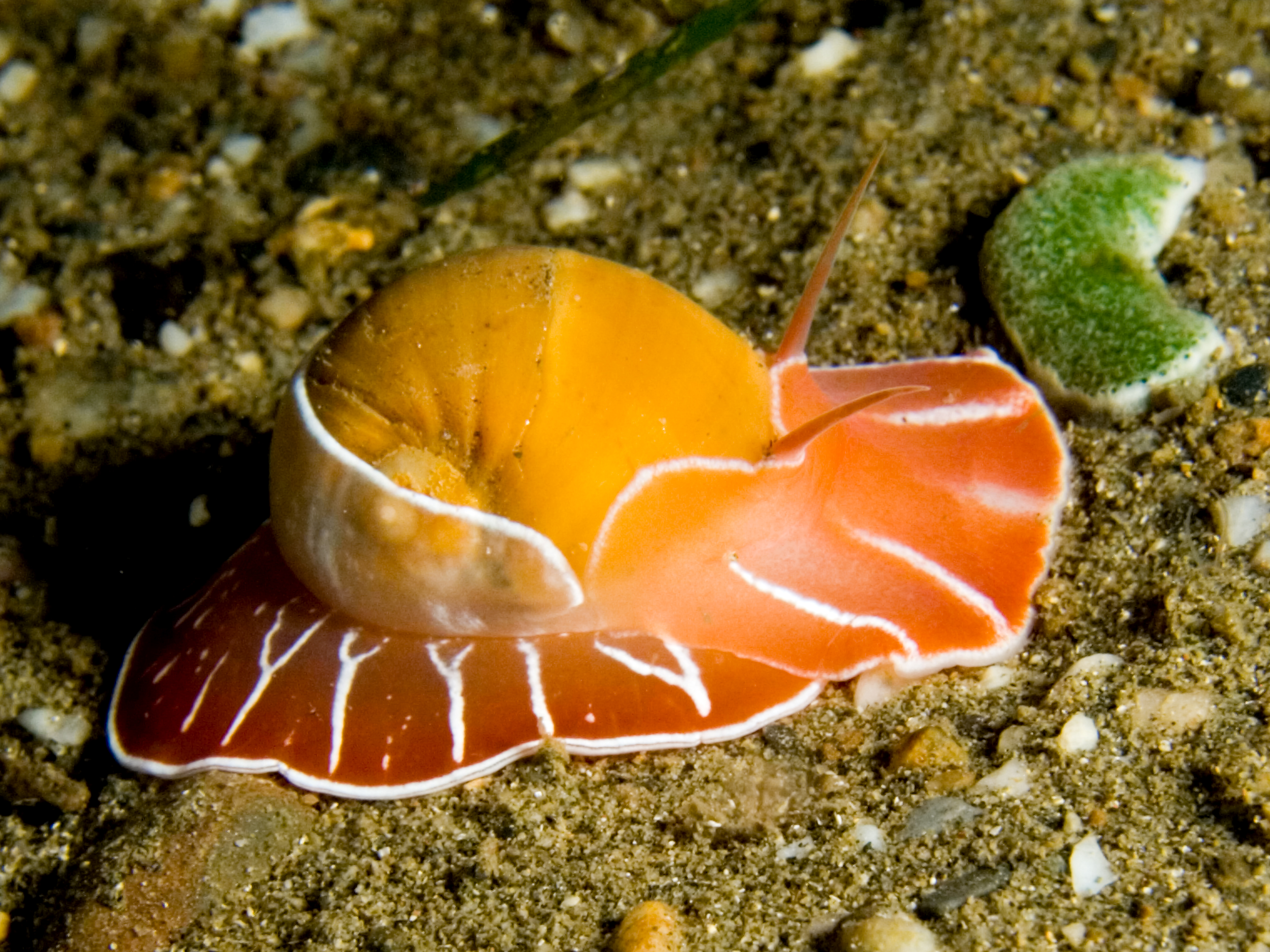
Naticarius orientalis.
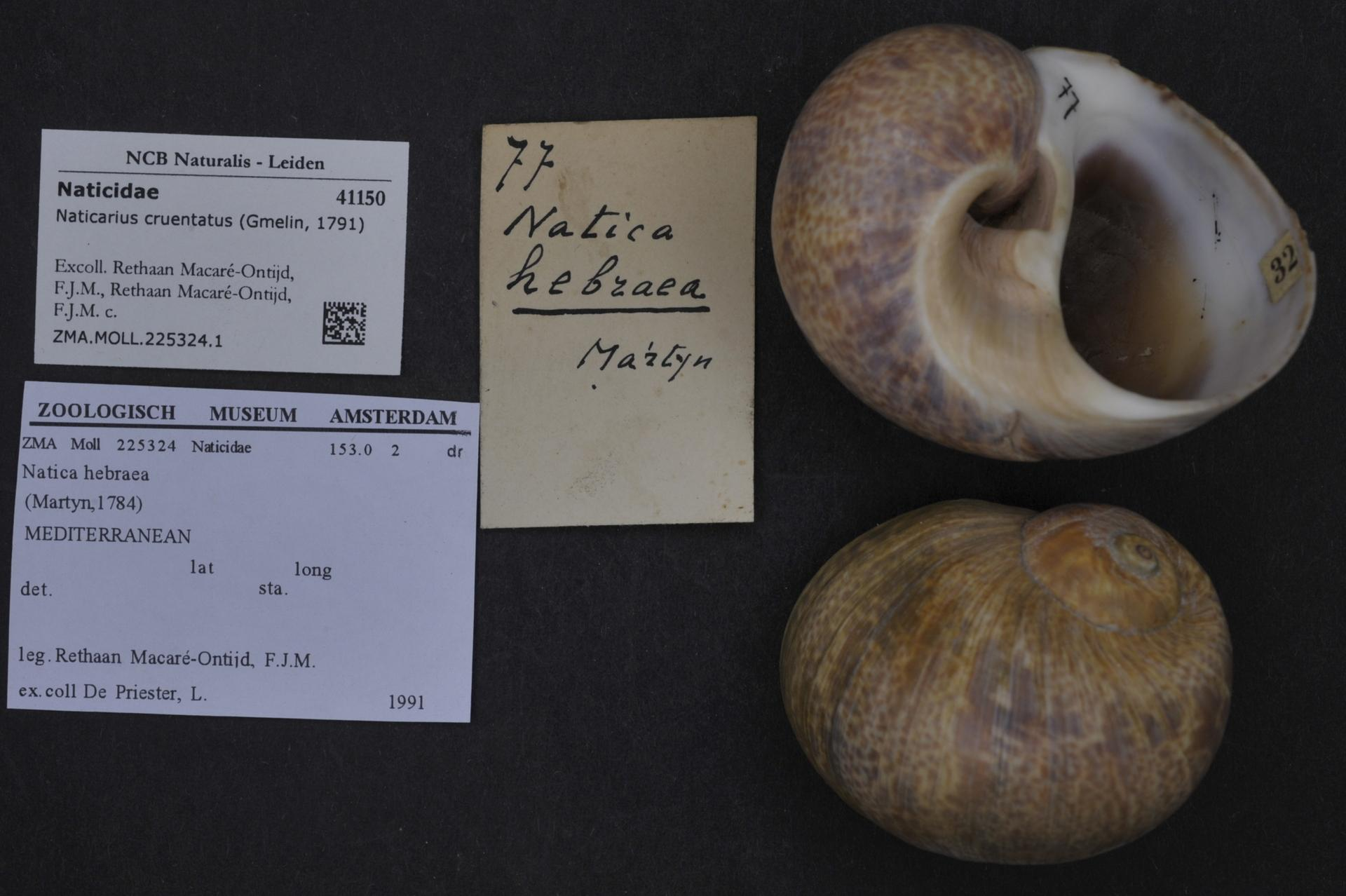
Naticarius cruentatus.
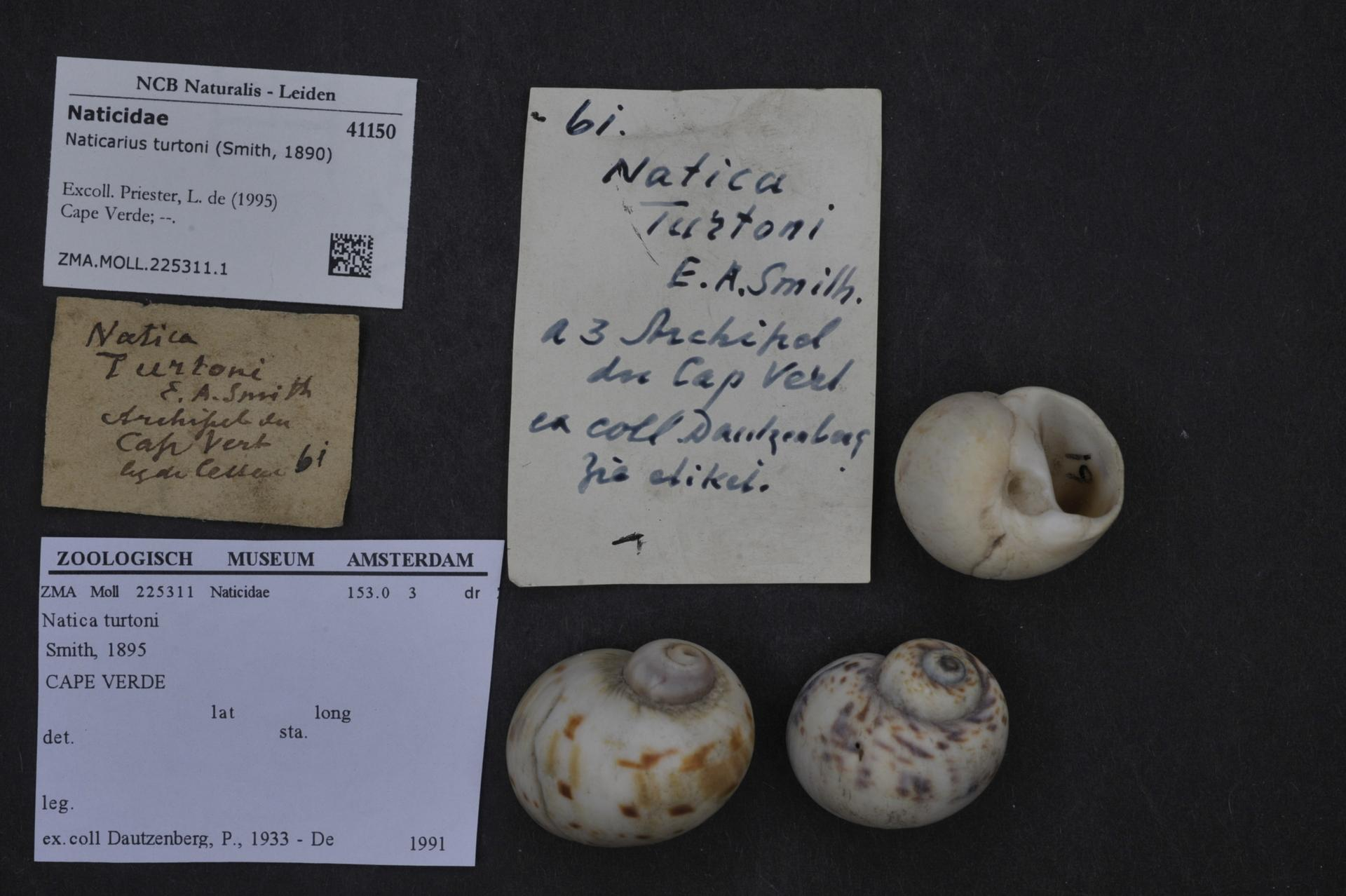
Naticarius turtoni.
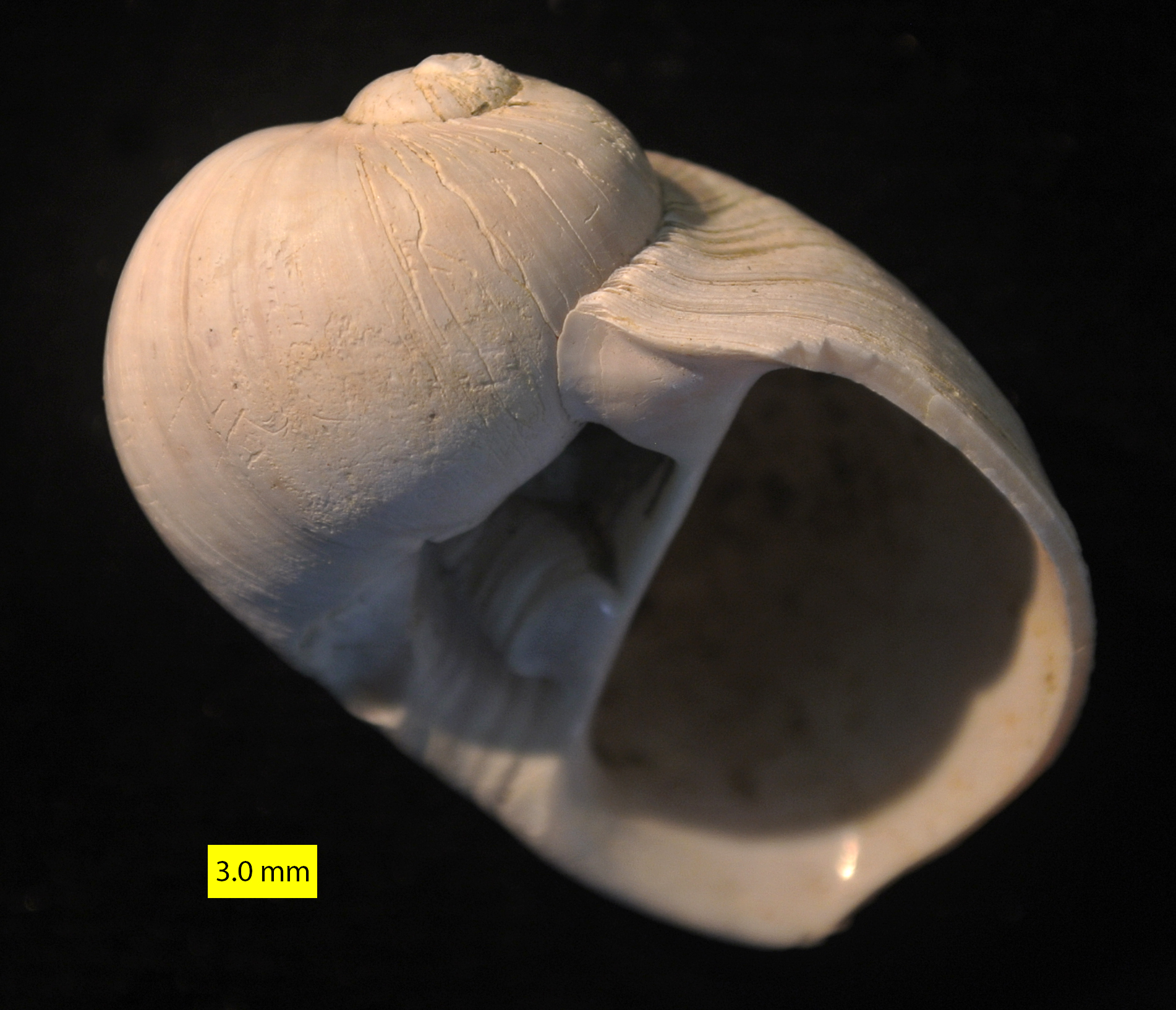
Naticarius millepunctatus.